# Pennatomys
Pennatomys nivalis é um orizomíneo roedor extinto das ilhas de Santo Eustáquio, São Cristóvão e Neves nas Pequenas Antilhas. A única espécie do gênero Pennatomys é conhecida por restos esqueléticos encontrados em sítios arqueológicos de povos ameríndios nas três ilhas, com datas variando de 790–520 AEC a 900–1200 EC. Não são conhecidos espécimes vivos, mas há vários registros históricos de roedores de São Cristóvão e Neves que poderiam se referir a Pennatomys. O animal aparentemente pertence a um grupo dentro da tribo Oryzomyini que inclui muitas outras espécies que habitam ilhas.
P. nivalis era um roedor de tamanho médio sem muitas adaptações distintas. Os ossos nasais eram curtos e com extremidades arredondadas. A placa zigomática, uma placa óssea na lateral do crânio, era larga. O palato ósseo era longo e plano. A raiz do incisivo inferior era alojada em uma protuberância óssea, o processo capsular. Os molares eram de coroa baixa e possuíam cristas acessórias, como mesolofos. Os molares superiores tinham três raízes.

## Taxonomia
Oryzomyini, também conhecidos como "ratos-arrozeiros" ou "ratos-do-arroz", é um grupo diverso de roedores da América do Norte, Central e do Sul dentro da família Cricetidae. Restos de ratos-arrozeiros extintos são conhecidos em todas as Pequenas Antilhas, mas as relações sistemáticas entre esses animais são pouco compreendidas, e muitas espécies permanecem sem nome.
Fósseis de ratos-arrozeiros foram registrados pela primeira vez em São Cristóvão em 1907 pelo arqueólogo C.W. Branch e, posteriormente, foram encontrados em abundância em sítios arqueológicos ameríndios nas ilhas próximas de Neves e Santo Eustáquio. O rato-arrozeiro dessas ilhas foi formalmente descrito e nomeado como Pennatomys nivalis em um artigo de 2010 pelo zoólogo Samuel Turvey e colaboradores. O nome do gênero, Pennatomys, combina o latim "pennatus", "alado", com -mys, "rato", um elemento padrão nos nomes de gêneros de roedores, e homenageia a arqueóloga Elizabeth Wing [en]. O epíteto específico, nivalis, é latim para "nevado" e refere-se a Neves. O nome desta ilha deriva do espanhol "Nuestra Señora de las Nieves" ("Nossa Senhora das Neves"), uma referência às nuvens (confundidas com neve) que cercam o pico central da ilha.
A análise cladística de caracteres morfológicos sugere que Pennatomys é mais próximo de um clado, o subclado Nectomys, que inclui membros de Aegialomys, Amphinectomys [en], Nectomys, Sigmodontomys, Melanomys, Megalomys (outro rato-arrozeiro das Antilhas) e possivelmente Nesoryzomys. No entanto, a posição exata de Pennatomys foi mal resolvida devido à falta de dados. Turvey e colegas colocaram P. nivales como o único membro de seu próprio gênero devido a seus caracteres distintos e à ausência de evidências de relações próximas com qualquer outro gênero orizomíneo.
Pennatomys provavelmente pertence a um subgrupo de Oryzomyini conhecido como "clado D". Este clado contém várias espécies que ocorrem apenas em ilhas – incluindo membros de Aegialomys, Megalomys, Nesoryzomys, Noronhomys, Oryzomys e Pennatomys. Turvey e colegas sugeriram que isso está relacionado à alta proporção de espécies semiaquáticas no clado D – a maioria dos outros orizomíneos são habitantes de florestas. No total, Oryzomyini inclui mais de cem espécies em cerca de trinta gêneros. É uma das várias tribos dentro da subfamília Sigmodontinae da família Cricetidae, que abrange centenas de outras espécies de roedores, principalmente pequenos, distribuídos principalmente na Eurásia e nas Américas. No entanto, a análise de DNA demonstrou uma relação de táxon-irmão com Megalomys como uma radiação endêmica das Pequenas Antilhas dentro do clado D, e também mostrou que as diferentes populações das ilhas apresentavam um alto grau de diferenciação genética entre si.

## Descrição
Um orizomíneo de tamanho médio, Pennatomys é conhecido por vários restos esqueléticos, muitos dos quais fragmentários. Ossos cranianos e pós-cranianos estão representados. Embora não haja adaptações incomuns no material conhecido, o animal possui uma combinação de características que o distinguem de todos os outros orizomíneos conhecidos. O crânio é conhecido apenas por fragmentos. Os ossos nasais estendem-se para trás até um ponto antes ou ligeiramente atrás do ponto onde os ossos maxilar, frontal e lacrimal se encontram, e têm uma margem posterior arredondada. Os nasais estendem-se ligeiramente mais para trás que os pré-maxilares. Os lacrimais articulam-se com os frontais e os maxilares, uma característica que distingue Pennatomys de seus parentes mais próximos (que têm lacrimais articulando-se principalmente com os frontais).
A região interorbital do crânio apresenta cristas fracas em suas laterais. A placa zigomática, uma placa óssea na lateral do crânio, é larga e sua margem posterior está localizada à frente do primeiro molar superior (M1). Os forames incisivos, aberturas no palato ósseo, estendem-se para trás até um ponto próximo à raiz frontal do M1. O palato em si é longo e plano, estendendo-se além dos terceiros molares superiores (M3). Na mandíbula (maxilar inferior), há um processo capsular – uma protuberância na parte posterior do osso mandibular que abriga a raiz do incisivo inferior. Abaixo dos molares, as cristas massetéricas superior e inferior (cristas que sustentam alguns dos músculos mastigatórios) às vezes se juntam em direção à frente, e elas se estendem para frente até um ponto abaixo do primeiro molar inferior (m1). As cristas unidas são um dos caracteres sinapomórficos do subclado Nectomys.
As fileiras dentárias maxilares são paralelas entre si. Os molares são bunodontes (com as cúspides mais altas que as cristas de conexão) e braquidontes (de coroa baixa) e têm os vales inter-cúspides nas faces labiais (externas) fechados por um cíngulo. Os vales nas faces labial e lingual (interna) dos molares se encontram nas linhas médias. Cada um dos molares superiores tem três raízes – diferentemente da maioria dos parentes mais próximos de Pennatomys, não há uma raiz labial adicional no M1. O m1 tem quatro raízes, duas grandes na frente e atrás e duas menores no meio. Há três raízes sob o m2, duas na frente e uma atrás, e duas sob o m3, na frente e atrás. O comprimento da fileira dentária superior varia de 5.6 a 6.7 mm e o comprimento da fileira dentária inferior é 5.9 a 7.4 mm.
No M1, o anterocone (a cúspide na frente do dente) não está dividido em cúspides menores. A conexão entre o protocone e o paracone, as principais cúspides imediatamente após o anterocone, está localizada relativamente à frente. Atrás do paracone, a crista acessória mesolofo está presente. No M2, não há protoflexo (uma indentação à frente do protocone, que neste dente é a cúspide mais frontal) e o vale entre o paracone e o mesolofo, o mesoflexo, não está dividido em duas partes por uma conexão paracone–mesolofo. Essas características são típicas do subclado Nectomys. O mesolofo está presente no M3, mas o posterolofo, uma crista na parte traseira do dente, está ausente ou é vestigial, assim como o hipoflexo (o vale entre o protocone e a cúspide atrás dele, o hipocone). A ausência ou quase ausência do posterolofo é uma característica distinta que diferencia Pennatomys de orizomíneos relacionados.
O anteroconídeo no m1 (a cúspide mais frontal, correspondente ao anterocone) contém uma cavidade interna, um fossetídeo anteromediano. Há um ectolofídeo, uma crista acessória no vale entre o protoconídeo (a cúspide no lado labial, atrás do anteroconídeo) e o hipoconídeo (a cúspide atrás do protoconídeo, no canto labial posterior do dente). Do outro lado do dente, o mesolofídeo (outra crista acessória) também está presente. Em cada um dos molares inferiores, um cíngulo anterolabial (uma prateleira no canto labial frontal) está presente. No m2 e m3, um anterolofídeo está presente – uma crista à frente do metaconídeo (a cúspide no canto lingual frontal do dente).

## Distribuição e história
Restos de P. nivalis provêm de vários sítios arqueológicos ameríndios em cada uma das três ilhas onde foi encontrado; ele foi consumido pela população ameríndia nativa. O sítio mais antigo é o "Hickman's Shell Heap" em Neves, da era Arcaica, datado de 790–520 AEC. O mais recente, "Sulphur Ghaut" (900–1200 EC), também está em Neves e é do período pós-saladoide. Outros sítios em Neves incluem "Hickman's" (Saladoid, 100 AEC a 600 EC), "Indian Castle" (pós-Saladoid, 650–880 EC) e "Coconut Walk" (pós-Saladoid, sem datas absolutas conhecidas). O único sítio em Santo Eustáquio é o sítio Saladoid e pós-Saladoid Golden Rock (80.C. a 980.C.). Cada um dos três sítios que abrigaram Pennatomys em São Cristóvão é do período pós-Saladoid: "Sugar Factory" (700–1000 EC), "Bloody Point" (660–1115 EC) e Cayon (sem data).
Registros históricos inequívocos de Pennatomys são inexistentes, mas há algumas referências a roedores de São Cristóvão e Neves que podem se relacionar com ele. George Percy, um governador da Virgínia, relatou a presença de "grande quantidade de coelhos" em Neves por volta de 1606, provavelmente uma referência às cutias (Dasyprocta) que foram introduzidas em todas as Pequenas Antilhas. Há referências de 1631 e 1720 sobre pessoas comendo ratos em São Cristóvão e Neves, respectivamente, mas estes podem ter sido rato-pretos introduzidos (Rattus rattus), não Pennatomys. Há registros anedóticos de ratos incomuns em Neves até tempos recentes; eles teriam sido consumidos pelos habitantes da ilha até a década de 1930. Pesquisas em Neves em 2009 não encontraram evidências de sobrevivência de Pennatomys. A extinção dos ratos-arrozeiros das Antilhas, incluindo Pennatomys, pode ter resultado da introdução de animais exóticos, como o rato-preto e o pequeno mangusto indiano (Urva auropunctata [en]) nas Pequenas Antilhas.

Não há diferenças morfológicas conhecidas entre as três populações das ilhas, mas Turvey e colegas descobriram que os animais de Neves eram ligeiramente menores que os das outras duas ilhas. Essa diferença de tamanho pode estar relacionada ao fato de que São Cristóvão é maior que Neves, de acordo com a tendência de que os animais se tornam maiores em ilhas maiores. No entanto, Turvey e colegas também observaram que seu material de São Cristóvão consistia de indivíduos mais velhos do que os de Neves; assim, a diferença de tamanho pode resultar de diferenças no modo de exploração pelos ameríndios.

## Literatura citada
- Brace, S.; Turvey, S. T.; Weksler, M.; Hoogland, M. L. P.; Barnes, I. (2015). «Unexpected evolutionary diversity in a recently extinct Caribbean mammal radiation». Proceedings of the Royal Society B: Biological Sciences. 282 (1807). 20142371 páginas. PMC 4424637. PMID 25904660. doi:10.1098/rspb.2014.2371
- Branch, C.W. (1907). «Aboriginal antiquities in Saint Kitts and Nevis». American Anthropologist. 9 (2): 315–333. JSTOR 659591. doi:10.1525/aa.1907.9.2.02a00060
- Musser, G.G.; Carleton, M.D. (2005). «Superfamily Muroidea». In:  Wilson, D.E.; Reeder, D.M. Mammal Species of the World: a taxonomic and geographic reference 3rd ed. Baltimore: The Johns Hopkins University Press. pp. 894–1531. ISBN 978-0-8018-8221-0
- Turvey, S.T.; Collen, B. (2011). «Pennatomys nivalis». IUCN. Lista Vermelha de Espécies Ameaçadas. 2011: e.T199838A9129524. doi:10.2305/IUCN.UK.2011-2.RLTS.T199838A9129524.en. Consultado em 3 de julho de 2022
- Turvey, S.T.; Weksler, M.; Morris, E.L.; Nokkert, M. (2010). «Taxonomy, phylogeny, and diversity of the extinct Lesser Antillean rice rats (Sigmodontinae: Oryzomyini), with description of a new genus and species». Zoological Journal of the Linnean Society. 160 (4): 748–772. doi:10.1111/j.1096-3642.2009.00628.x
- Weksler, M (2006). «Phylogenetic relationships of oryzomyine rodents (Muroidea: Sigmodontinae): separate and combined analyses of morphological and molecular data». Bulletin of the American Museum of Natural History. 296: 1–149. doi:10.1206/0003-0090(2006)296[0001:proorm]2.0.co;2. hdl:2246/5777
- Weksler, M.; Percequillo, A.R.; Voss, R.S. (2006). «Ten new genera of oryzomyine rodents (Cricetidae: Sigmodontinae)». American Museum Novitates (3537): 1–29. doi:10.1206/0003-0082(2006)3537[1:tngoor]2.0.co;2. hdl:2246/5815